# NGC 11
إن جي سي 11 (بالإنجليزية: NGC 11)‏ هي مجرة حلزونية، تقع في اتجاه كوكبة المرأة المسلسلة على بعد يقدر بحوالي 200 مليون سنة ضوئية ويبلغ قطرها حوالي 100,000 سنة ضوئية. إن جي سي 11 مجرة خافتة للغاية ولا يمكن مشاهدتها بالعين المجردة، قدرها الظاهري 13.7  وتحتاج إلى تلسكوب بمقاس 12 بوصة على الأقل لمشاهدتها.

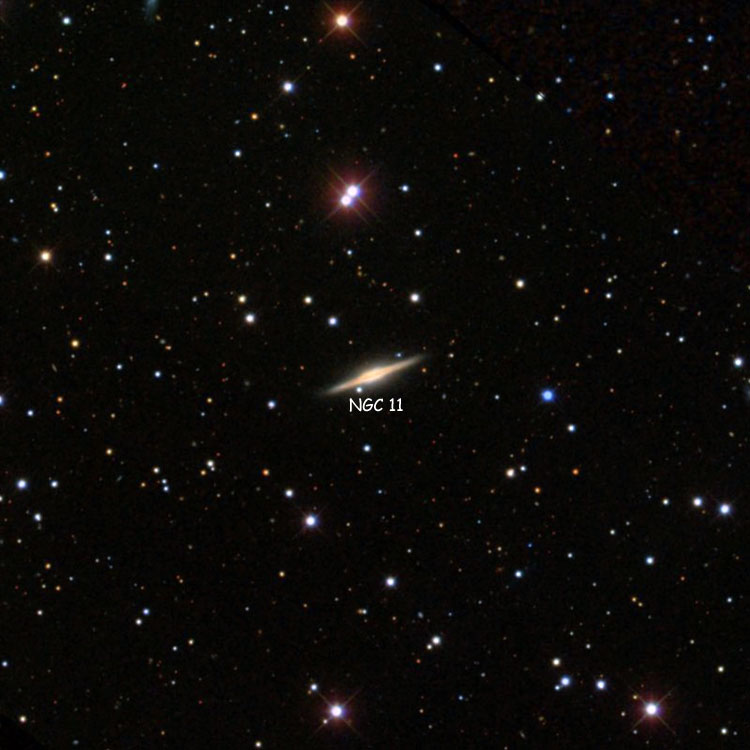
مجرة ان جي سي 11

## اقرأ أيضًا
- مجرة حلزونية
- كوكبة المرأة المسلسلة

## وصلة خارجية
- The First 30 NGC objects